# 千叶经济大学短期大学部
千叶经济大学短期大学部（日语：／ Chiba Keizai Daigaku Tanki Daigakubu *），简称千经短，是一所位于日本千叶县千叶市稻毛区的私立短期大学。前身是千叶经济短期大学（日语：／ Chiba Keizai Tanki Daigaku *）。

## 概要

### 简介
- 学校最早可以追溯到1933年[1]。短期大学为于1968年开办、由学校法人千叶经济学园经营[2]。为男女同校[3]从开办。「明智」和「创意」为学园训[4]。

### 历史
- 1968年 千叶经济短期大学成立并同时设置一个学科即商经科。分离为两个课程、以下列举。
  - 第一部[注 4][注 3]
  - 第二部（招生到于2000年、停办于2002年）
- 1977年 初等教育科成立。分离为两个课程、以下列举[2]。
  - 第一部
  - 第二部（招生到于1986年、停办于1988年）
- 1984年 业余课程经营信息专修成立。分离为两个课程、以下列举[5]。
  - 第一部
  - 第二部（停办于1986年）
- 1987年 商经科分离为两个专攻、以下列举[2]。
  - 商经专攻
  - 经营信息专攻
- 1993年 改校名为千叶经济大学短期大学部。商经科两个专攻各自改名为、以下列举[2]。
  - 商经专攻→商经科[注 3]
  - 经营信息专攻→经营信息学科[注 3]

### 宪章
- 请参看千叶经济大学短期大学部的标志 （页面存档备份，存于） （日語） 2014年6月6日阅览。

## 学校环境
- 校区：在千叶县千叶市稻毛区

## 历任校长
- 今村直人：第一代短期大学校长[6]。
- 佐久间胜彦：现在短期大学校长[7]

## 组织

### 学科
- 商务生活学科[注 1]
- 儿童学科[注 2]

### 前学科
| - 商经科 - 第一部 - 第二部 - 经营信息学科 - 初等教育科 - 第一部 - 第二部 |

### 专科
| - 没有 |

### 业余课程
| - 经营信息专修 - 第一部 - 第二部 |

## 相关链接
- 日本短期大学列表